# U 2 Luv
U 2 Luv è un singolo discografico collaborativo dei cantanti statunitensi Ne-Yo e Jeremih, pubblicato nel 2020.

## Descrizione
La canzone contiene interpolazioni da due brani musicali degli anni '80, ovvero Juicy Fruit del gruppo Mtume (1983) e Computer Love del gruppo Zapp (1986).
Gli autori accreditati sono Shaffer Smith, Jeremy Phillip Felton, James Mtume, Larry Troutman, Leon Youngblood Jr., Roger, Shirley Murdock e Teddy Pena.
Il brano è stato prodotto da Retro Future e etichettato dalla Motown.
La canzone viene inclusa nell'ottavo album in studio di Ne-Yo, Self Explanatory, uscito nel 2022.

## Tracce
- Download digitale

1. U 2 Luv – 3:28

## Video
Il videoclip della canzone è stato diretto da Chad Tennies e Caleb Seales ed è stato pubblicato l'8 agosto 2020.

## Classifiche
| Classifica (2020) | Posizione raggiunta |
| ----------------- | ------------------- |
| Stati Uniti       | 66                  |